# Eran Riklis

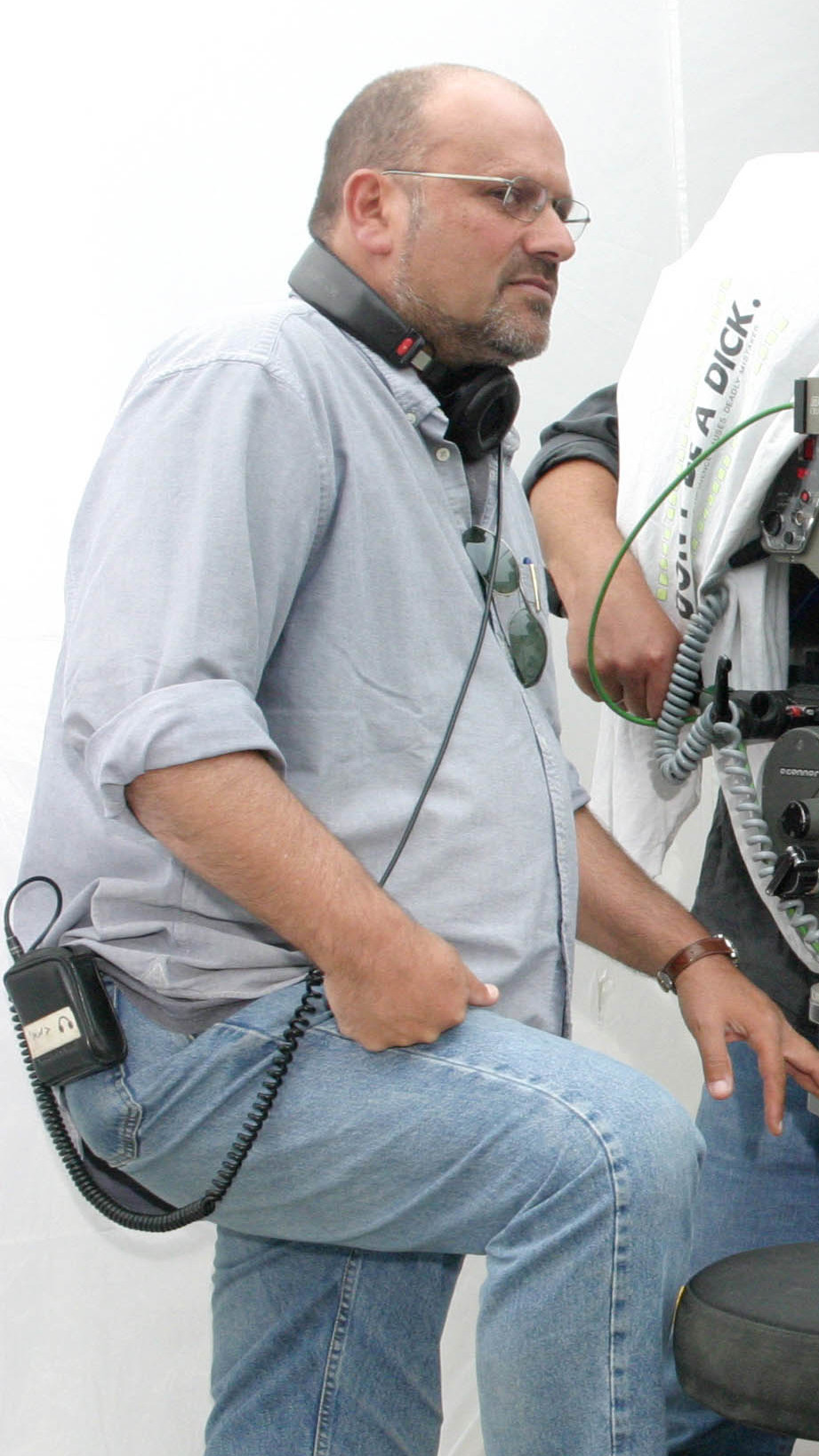
Eran Riklis

Eran Riklis (Hebrew: ערן ריקליס‎) (2 de outubro de 1954) é um cineasta israelense.
Eran estudou cinema na Beaconsfield National Film School, na Inglaterra e tornou-se famoso pelos filmes A Noiva Síria e Lemon Tree.
Em 1984, Riklis dirigiu seu primeiro filme "on a clear day you can see Damascus", um thriller político baseado em fatos reais. Em 1991 filmou "Cup Final", filme aclamado pela crítica internacional e selecionado para diversos festivais, dentre os quais o Festival de Berlin e o Festival de Veneza.Em 1993 filmou "Zohar", com grande sucesso de publico em Israel. Em 1999 filmou "Vulcano Junction", uma homenagem do diretor ao Rock n Roll. Em 2004, Riklis chamou a atenção da crítica internacional com seu "The Syrian Bride" ( A noiva Síria) e seu ultimo filme foi "Lemon Tree" em 2008.